# The Beastmaster
The Beastmaster (El señor de las bestias en España, Invasión Junk en Chile) es una película de 1982 dirigida por Don Coscarelli y protagonizada por Marc Singer y Tanya Roberts.

## Sinopsis
En el reino  de Aruk, y debido a su fanatismo, el gran sacerdote-brujo Maax es desterrado al reino de los Juns por el monarca Zed. En venganza, Maax secuestra a Dar, el hijo nonato del rey, con el propósito de matarlo; sin embargo, este es rescatado por un campesino que terminará adoptándolo.
Cuando el joven Dar está cerca de la edad adulta, contempla sin poder evitarlo cómo su padre adoptivo y su pueblo son exterminados por los Juns, que ahora son controlados por Maax, y descubre, en ese momento, que tiene la facultad de comunicarse mentalmente con cualquier clase de animal. 
Dar decide entonces coger el camino de su venganza para dar con los asesinos de su familia y asesinarlos. Acompañado, pues, por Polo y Toko (dos hurones), y Routh (un tigre negro), rescata a Kiri, una joven esclava de la que se enamora. Más tarde llega a Aruk, donde Maax ha alcanzado el poder con la ayuda de los Juns y tiene secuestrado al rey Zed. 
Allí, junto con Seth y Tal, Dar desafía a Maax y a los Juns. Tras vencerlos, descubre sus orígenes, aunque renuncia a la corona. Luego, dándose cuenta de que Tal es su hermano y que, a pesar de su juventud ya es un chico capaz, le cede el trono de la ciudad. Por el camino, Kiri, que se ha enamorado de él, le acompaña.

## Reparto
| Actor         | Personaje                   |
| ------------- | --------------------------- |
| Marc Singer   | Dar / el amo de las bestias |
| Tanya Roberts | Kiri                        |
| Rip Torn      | Maax                        |
| John Amos     | Seth                        |
| Joshua Milrad | Tal                         |
| Rod Loomis    | Zed                         |
| Billy Jayne   | Dar (joven)                 |
| Ben Hammer    | padre de Dar                |
| Ralph Strait  | Sacco                       |

## Producción
Al principio, el director quiso que el papel femenino de la película fuera para Demi Moore, por aquel entonces, una desconocida; sin embargo, los productores impusieron a Tanya Roberts. También quiso a Klaus Kinski como Maax, pero los productores no podían hacer frente a su caché, por lo que desestimaron su contratación.
Una vez preparado todo, se rodó la película en localizaciones de California, concretamente en el Lago Pyramid y en Simi Valley.

## Secuelas
El film consta de dos secuelas: El señor de las bestias 2. La puerta del tiempo y El señor de las bestias 3. El ojo de Braxus